# Detlef Gromoll
Detlef Gromoll (* 13. Mai 1938 in Berlin; † 31. Mai 2008 in Stony Brook) war ein deutscher Mathematiker, der sich mit Differentialgeometrie beschäftigte.

## Leben
Gromoll promovierte 1964 bei Friedrich Hirzebruch an der Universität Bonn (Differenzierbare Strukturen und Metriken positiver Krümmung auf Sphären, Mathematische Annalen 1966). Danach war er an den Universitäten Mainz, der Princeton University, der University of California, Berkeley (als Miller Fellow 1966/67) und Bonn, bevor er 1969 an die State University of New York at Stony Brook ging, wo er Professor wurde. Er war Gastprofessor am Institut des Hautes Études Scientifiques (IHES), an der École polytechnique, der Westfälischen Wilhelms-Universität in Münster (1983), in Rio de Janeiro am IMPA (1984, 1996, 1997) und am Mathematical Sciences Research Institute (MSRI, 1993). Er starb an einer Gehirnblutung.
Gromoll beschäftigte sich mit globalen Aspekten (Eigenschaften „im Großen“) der Riemannschen Geometrie, wo er für eine Reihe von Theoremen bekannt ist. 1972 bewies er mit Jeff Cheeger das „Soul Theorem“, das im Beweis Perelmans für die Poincaré-Vermutung benutzt wurde. Das Theorem besagt, dass eine nicht-kompakte (also unendlich ausgedehnte), vollständige, nicht-negativ gekrümmte, n-dimensionale Riemannsche Mannigfaltigkeit M eine kompakte, totalgeodätische, totalkonvexe Untermannigfaltigkeit S enthält (von Gromoll „Seele“ von M genannt, daher der Name Soul Theorem), und dass M diffeomorph zum Normalenbündel von S ist. Hat M speziell in jedem Punkt eine strikt positive Schnittkrümmung, ist es sogar diffeomorph zum n-dimensionalen euklidischen Raum {\displaystyle R^{n}}.
Zuvor hatte er mit Cheeger die vollständigen, nicht-kompakten Riemannschen Mannigfaltigkeiten mit positiver Schnittkrümmung klassifiziert. Mit Cheeger bewies er 1972 auch den Zerlegungssatz für Mannigfaltigkeiten mit nicht negativer Ricci-Krümmung, die eine „gerade Linie“ enthalten. Er gab auch mit Wolfgang Meyer Existenzsätze für geschlossene Geodätische Kurven auf kompakten Riemannmannigfaltigkeiten (Satz von Gromoll-Meyer).
Er war 1970 Invited Speaker auf dem Internationalen Mathematikerkongress (Manifolds of nonnegative curvature).
Er war seit 1971 verheiratet und hatte drei Kinder.

## Schriften
- mit Wilhelm Klingenberg, Wolfgang Meyer: Riemannsche Geometrie im Großen (= Lecture Notes in Mathematics. 55). Springer, Berlin u. a. 1968, (2. Auflage. ebenda 1975, ISBN 3-540-07133-4).
- mit Wolfgang Meyer: Periodic geodesics on compact riemannian manifolds. In: Journal of Differential Geometry. Band 3, Nr. 3/4, 1969, S. 493–510, doi:10.4310/jdg/1214429070.
- mit Jeff Cheeger: The splitting theorem for manifolds of nonnegative Ricci curvature. In: Journal of Differential Geometry. Band 6, Nr. 1, 1971, S. 119–128, doi:10.4310/jdg/1214430220.
- mit Jeff Cheeger: On the structure of complete manifolds of nonnegative curvature. In: Annals of Mathematics. Serie 2, Band 96, Nr. 3, 1972, S. 413–443, doi:10.2307/1970819.
- mit Wolfgang Meyer: An exotic sphere with nonnegative sectional curvature. In: Annals of Mathematics. Serie 2, Band 100, Nr. 3, 1974, S. 401–406, doi:10.2307/1971078.
- mit Uwe Abresch: On complete manifolds with nonnegative Ricci curvature. In: Journal of the American Mathematical Society. Band 3, Nr. 2, 1990, S. 355–374, doi:10.2307/1990957.
- mit Gerard Walschap: Metric foliations and curvature (= Progress in Mathematics. 403). Birkhäuser, Basel u. a. 2009, ISBN 978-3-7643-8714-3.